# Photohétérotrophe
Un organisme photohétérotrophe se développe par photosynthèse. Il dépend de sources organiques de carbone et de donneurs organiques d'électrons, mais assimile le CO2 en présence d’un donneur d’électrons. C’est le cas de bactéries présentes dans les lacs et les rivières fortement pollués par des matières organiques comme les bactéries non sulfureuses pourpres et vertes.